# Joseph Bara

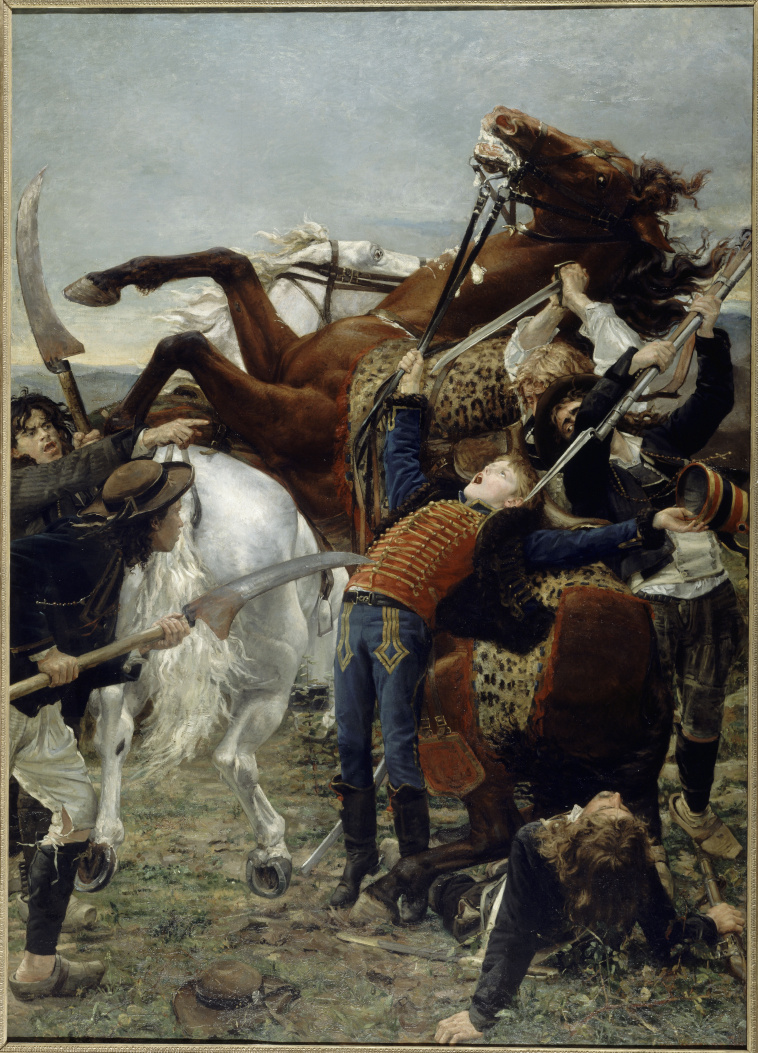
Muerte de Bara, por Jean-Joseph Weerts.

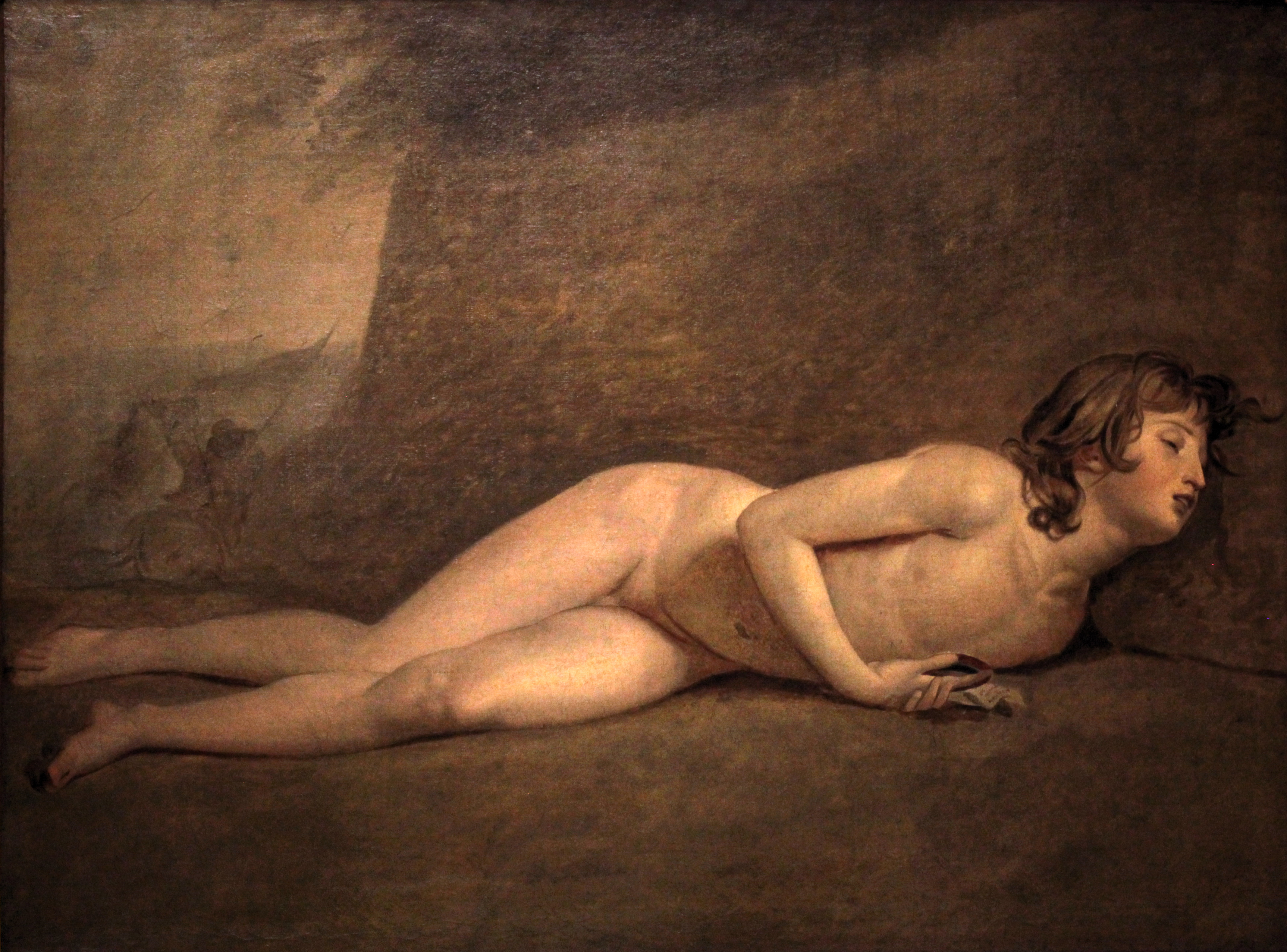
Muerte de Bara, por Jacques-Louis David (Museo de la Revolución francesa).

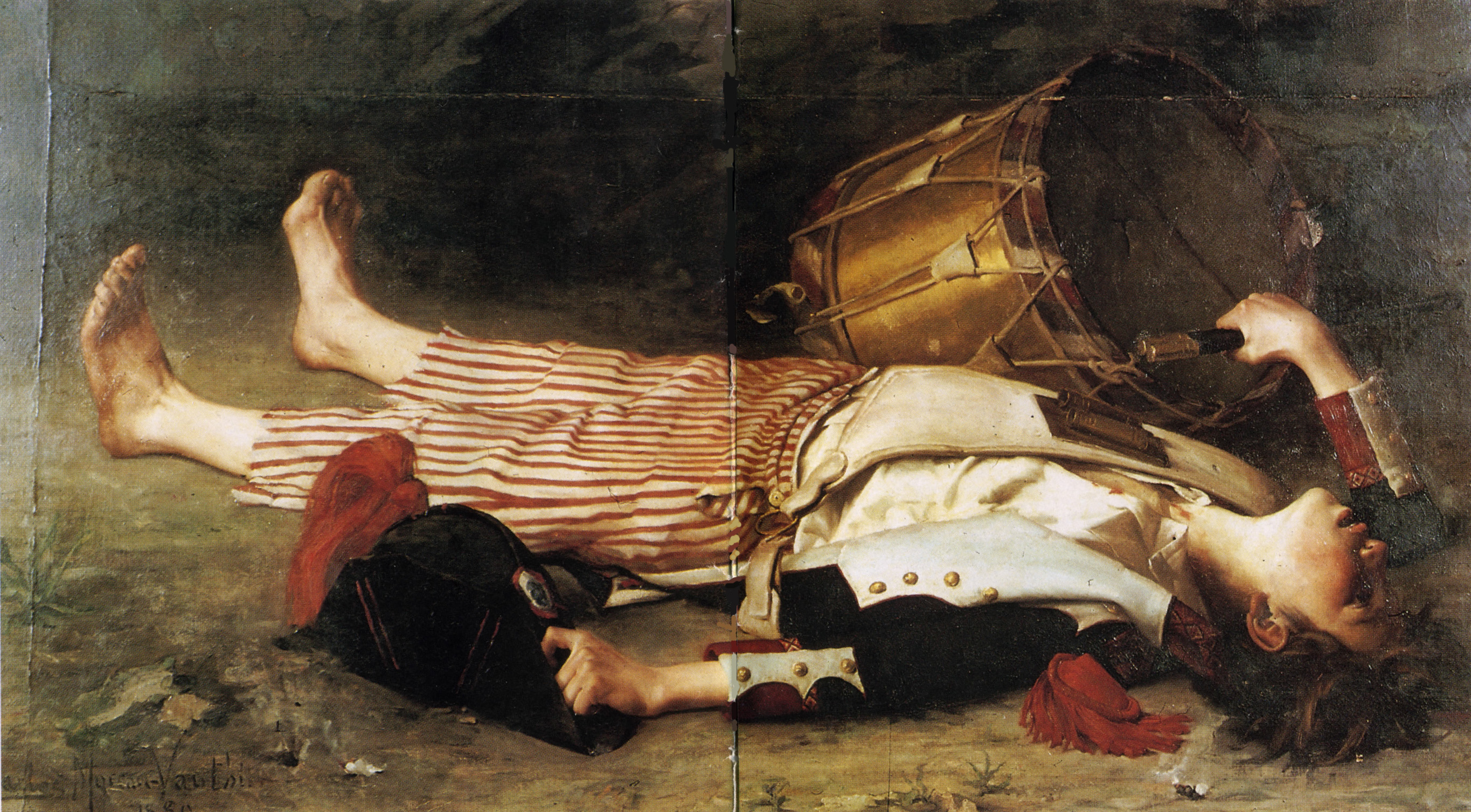
Muerte de Bara, por Charles Moreau Vauthier.

Joseph Bara o Barra, (Fontainebleau, 30 de julio de 1779 - Jallais, 7 de diciembre de 1793) fue un joven francés del bando revolucionario que murió en la guerra de la Vendée. Al no poder alistarse como soldado por su corta edad, realizaba servicios para el ejército republicano. Fue capturado por los contrarrevolucionarios transportando dos caballos, y se negó a entregarlos, por lo que le mataron.
Los elogios fúnebres y la propaganda posterior (carta del general J.B. Desmarres, intervención de Robespierre ante la Convención -"sólo los franceses tienen héroes de trece años"-) embellecieron el hecho, incluyendo la negativa del joven a gritar Vive le Roi ("Viva el rey"), a lo que se habría negado gritando Vive la Republique ("Viva la república"), heroicidad que pasó a ser considerada la causa de su muerte.
Fue enterrado en el Panteón de París durante un festival revolucionario en su honor; se levantó una estatua en Palaiseau y una calle de París lleva su nombre. Se le cita en la canción revolucionaria Chant du départ.
Varios pintores utilizaron el episodio de la muerte de Bará como tema: Jacques-Louis David, Jean Joseph Weerts y Charles Moreau Vauthier.

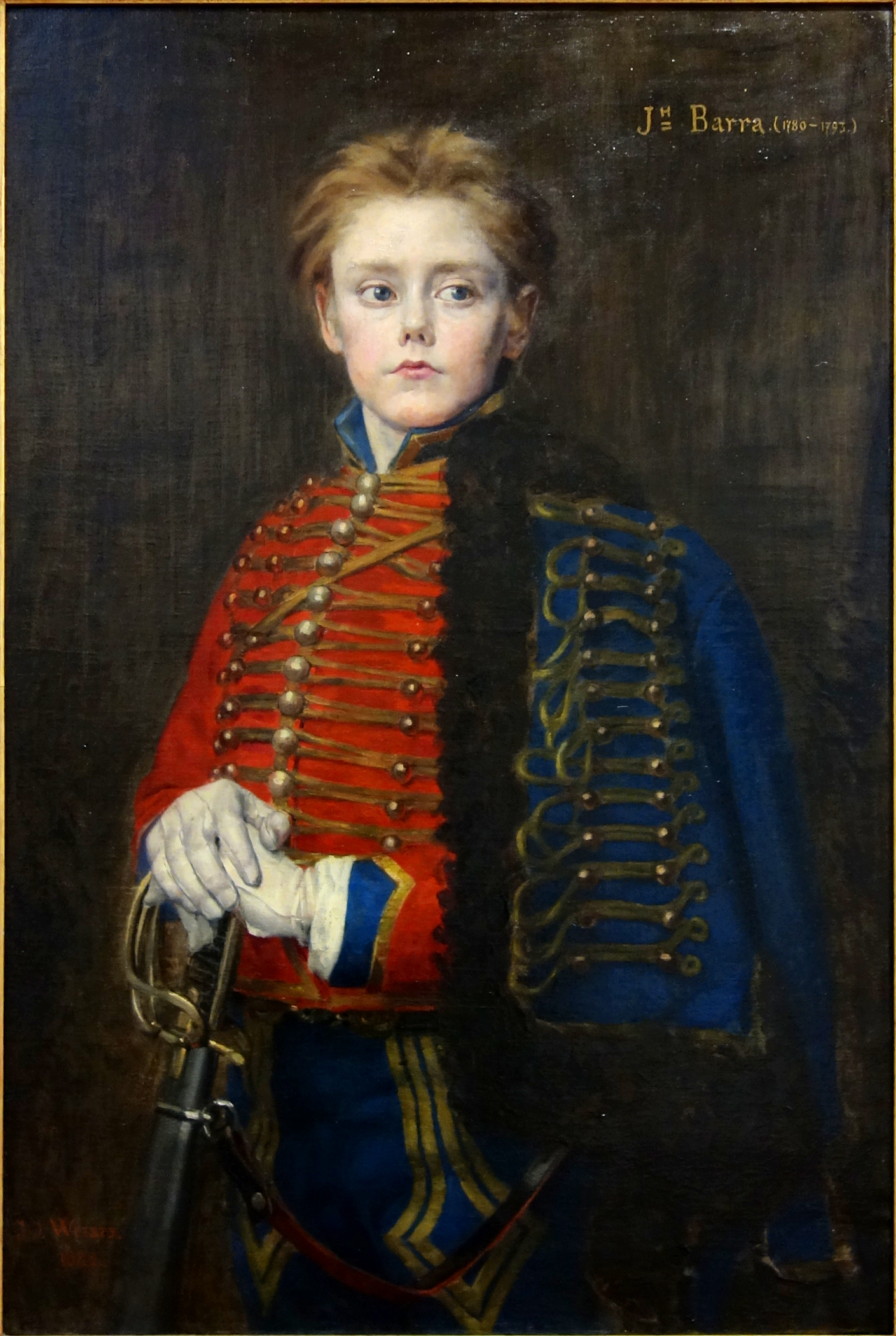
Retrato póstumo, por Jean Joseph Weerts.
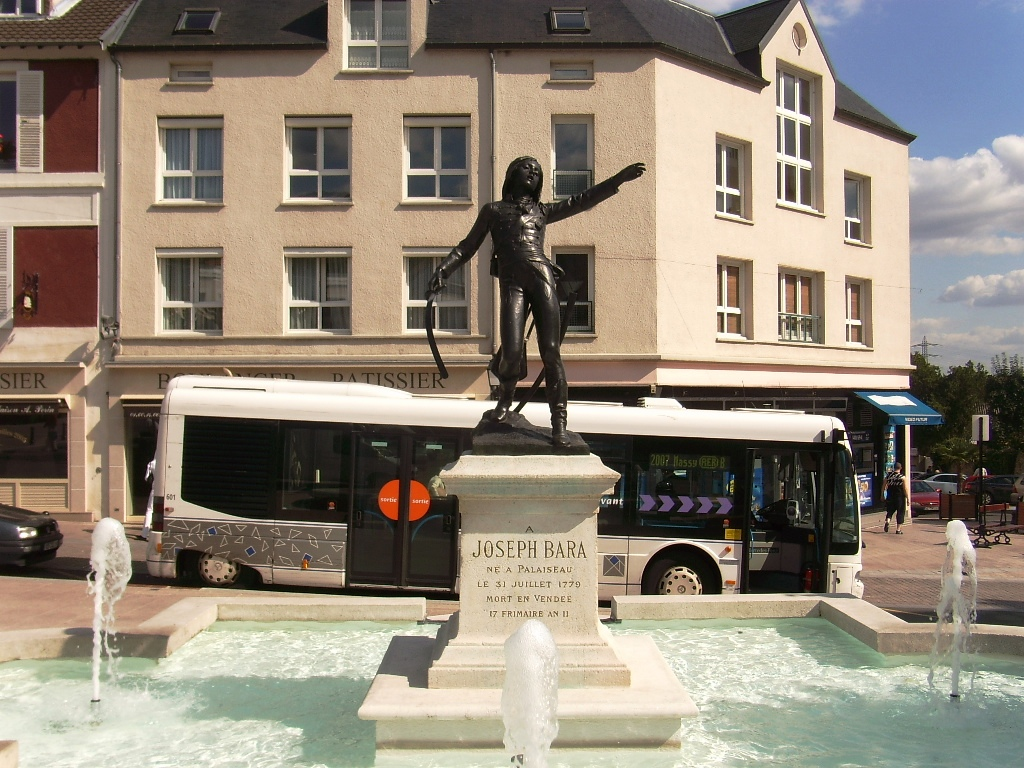
Estatua en Palaiseau.
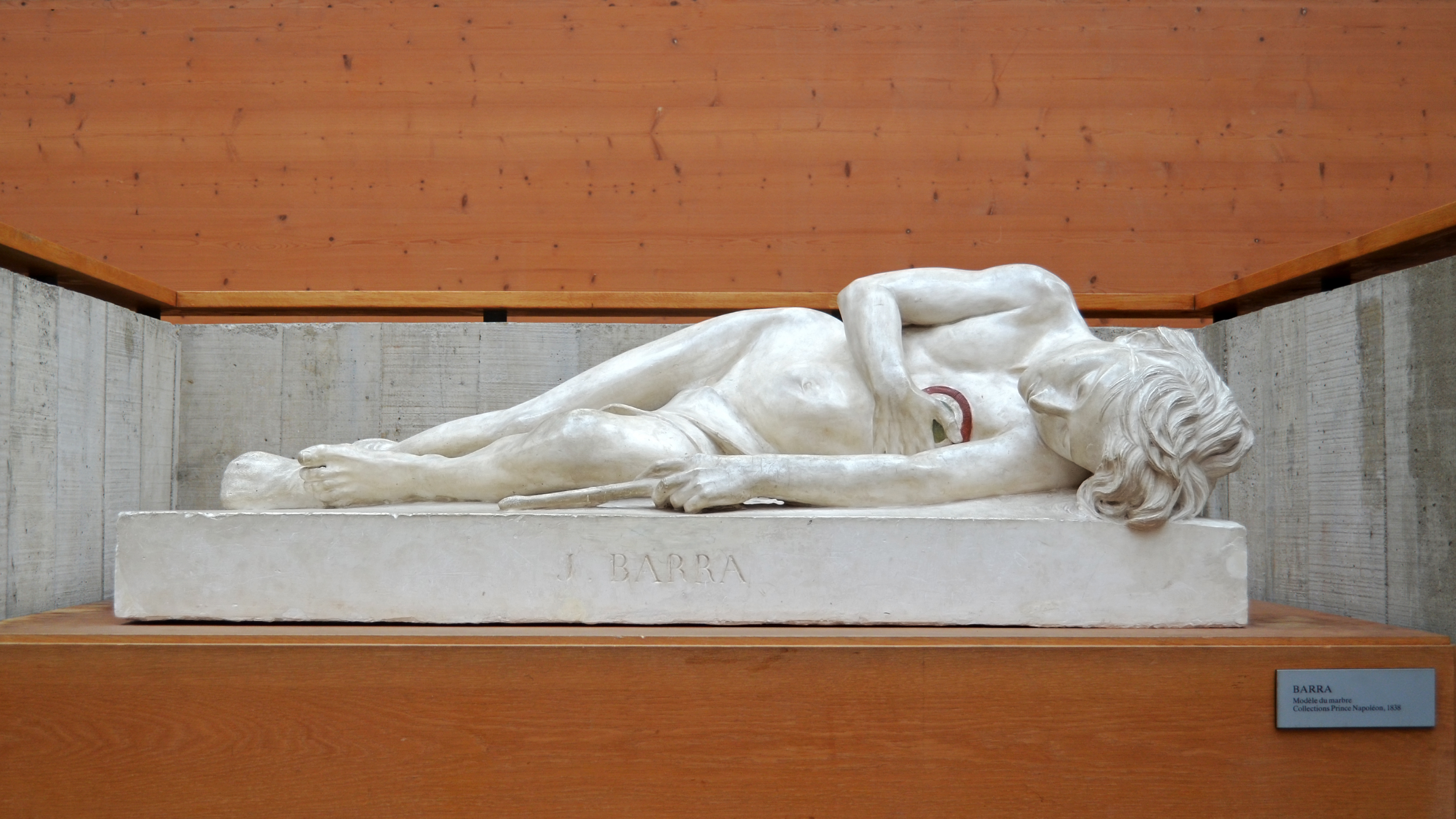
Barra por David d'Angers (1838).